# Schuetteite
La schuetteite è un minerale.